# Лоче (Словенське Коніце)
Лоче (словен. Loče) — поселення в общині Словенське Коніце, Савинський регіон, Словенія. Висота над рівнем моря: 274 м.